# قطعنامه ۱۴۸۲ شورای امنیت
قطعنامه ۱۴۸۲ شورای امنیت سازمان ملل متحد که در تاریخ ۱۹ مه ۲۰۰۳ تصویب شد، سندی بین‌المللی دربارهٔ دادگاه جنایی بین‌المللی برای رواندا است. این قطعنامه طی نشست ۴۷۶۰ام با ۱۵ رای موافق، ۰ مخالف و ۰ ممتنع تصویب شد.